# Mamam Cherif Touré
Mamam Cherif Touré est un footballeur togolais né le 13 janvier 1978 à Mango (Togo). Il évolue au poste de milieu offensif gauche.
Ce joueur a participé à la Coupe du monde 2006 avec l'équipe du Togo.

## Carrière
- 1996 – 1998 : Eintracht Francfort ( Allemagne)
- 1998 – 1999 : Olympique de Marseille ( France)
- 1999 – 2000 : Al Jazira Abu Dhabi ( Émirats arabes unis)
- 2000 – 2001 : Al Nasr Dubaï ( Émirats arabes unis)
- 2001 : Hanovre 96 ( Allemagne)
- 2001 – 2005 : Livingston FC ( Écosse)
- 2005 – 2006 : FC Metz ( France)
- 2007 – 2008 : Al Jazira Abu Dhabi ( Émirats arabes unis)
- 2008 – 2011 : MC Alger ( Algérie)